# Кишечнополостные
Кишечнопо́лостны́е, или радиальные животные, (лат. Coelenterata, Radiata) — группа многоклеточных беспозвоночных животных. Обычно под этим названием объединяют два современных типа: стрекающих (Cnidaria) и гребневиков (Ctenophora). Эту группу традиционно противопоставляют двусторонне-симметричным.
Некоторые исследователи не рассматривают гребневиков в составе кишечнополостных и применяют последнее название в более узком смысле — в качестве синонима для типа стрекающих. Радиальных (Radiata), напротив, иногда рассматривают в более широком составе, включая в них губок и пластинчатых.

## Общая характеристика

### Двуслойность
Традиционно группу характеризуют наличием радиальной симметрии и двух зародышевых листков (энтодермы и эктодермы). При этом обычно считается, что тело кишечнополостных складывается из двух эпителиальных пластов: эпидермиса (наружных покровов) и гастродермиса (выстилки кишечной полости). Между двумя слоями клеток располагается желеобразная соединительнотканная прослойка — мезоглея — в состав которой входят волокна коллагена и сравнительно небольшое количество амебоидных и энтодермальных клеток.
Степень развития мезоглеи среди представителей группы варьирует. Особенно хорошо она развита у планктонных форм — медуз и гребневиков, у которых берёт на себя опорную функцию. У этих форм отмечена тенденция к миграции мышечных, нервных и половых клеток из эпителиальных пластов в толщу соединительной ткани. Развитая мезоглиальная мускулатура вызывает у некоторых исследователей сомнения в правильности представлений о кишечнополостных как о первично двухслойных организмах.

### Системы органов
Представители группы лишены специализированных органов дыхания и выделения, что обычно трактуют как следствие двуслойного плана строения, при котором большинство клеток находится в составе эпителиев и контактируют с внешней средой.

#### Нервная система
Кишечнополостных характеризует своеобразная нервная система, в основе которой лежит нервное сплетение (нервный плексус). Однако планктонные формы наделены довольно разнообразными органами чувств, вокруг которых формируются скопления нервных клеток. Другой пример централизации нервной системы — концентрация нейронов вдоль гребных пластин гребневиков. Обладают диффузной нервной системой.

#### Пищеварительная система
В пищеварительной системе есть рот и кишечная полость. Внутриполостное переваривание осуществляют железистые клетки, внутриклеточное переваривание — эпителиально-мускульные. Непереваренные остатки пищи удаляются через рот, то есть у них замкнутая пищеварительная система.

### Размножение и развитие
Большинство представителей размножаются половым способом и обладают планктонными или ползающими личинками. Жизненный цикл значительной части стрекающих представляет собой метагенез: закономерное чередование полового и бесполого размножений.

## Значение
Человек использует некоторых кишечнополостных. Из мёртвых известковых частей кораллов добывают строительный материал, при обжиге получают известь. Чёрный и красный кораллы используют для изготовления ювелирных украшений.
Стрекательными клетками некоторые кишечнополостные могут нанести ожоги дайверам, пловцам и рыбакам. В некоторых местах коралловые рифы препятствуют проходу судов, служа при этом убежищем и питанием для рыб.
В связи с тем, что кишечнополостные — хищники, они влияют на морские сообщества животных, едят планктон, а крупные актинии и медузы, кроме того, поедают ещё и мелких рыб. В свою очередь, медузами питаются морские черепахи и некоторые рыбы. Некоторые виды медуз съедобны (Rhopilema esculenta, Rhopilema verrucosa).

## История изучения
Человек познакомился с кишечнополостными в глубокой древности, научившись плавать, расселившись по берегам морей и занявшись собирательством и рыболовством. Свидетельствами подобного знакомства, в частности, являются элементы орнамента сосудов крито-минойской культуры. Распространённая издавна в Средиземноморском мире ловля губок и жемчуга ныряльщиками обогащала представления античных учёных о внешнем облике, устройстве и повадках этих животных.
Аристотель в 4-й книге своей «Истории животных» (IV век до н. э.) отказывает ещё прикреплённым кишечнополостным в животной природе, уделяя, в частности, медузам (акалефам), промежуточное место между растительным и животным миром, наряду с губками и асцидиями.
Плиний Старший в 9-й книге своей «Естественной истории» (77 г. н. э.) ошибочно утверждал, что полипы могут «выходить на землю», подобно муренам.
Клавдий Элиан в «Пёстрых рассказах» (кон. II в. н. э.), в частности, сообщает: 

«Удивительно прожорливы полипы и уничтожают без разбора всё. Часто они не удерживаются даже от пожирания себе подобных: чуть только меньший попадется большему и окажется в мощных сетях его щупальцев, так сейчас же становится его пищей. Полипы охотятся также на рыб и вот каким способом: они прячутся под скалами и принимают их цвет, так что делаются не отличимы от камня, и, когда рыбы плывут к этим мнимым скалам, полипы неожиданно хватают их своими щупальцами, как сетями…»

## Статус группы и её состав
Исторически радиальных животных противопоставляют другой группе многоклеточных — Bilateria, которые характеризуются наличием двусторонней симметрии и тремя зародышевыми листками. Во многих прежних системах (например, в системе Кавалье-Смита) в состав радиальных животных включались не только книдарии и гребневики, но также губки, плакозои и мезозои (последние, как сейчас можно считать доказанным — вторично упрощённые билатерии).
В современной литературе нет единого мнения о филогенетических взаимоотношениях этих групп. Как правило, высказывают две точки зрения. Согласно первой, сестринской группой для билатерий оказываются гребневики. Вторая предполагает единство группы, включающей билатерий и кишечнополостных. Впрочем, вне зависимости от выбора гипотезы, кишечнополостные оказываются парафилетическим таксоном. В последнее время появились данные в пользу того, что гребневики являются сестринской группой губок, а плакозои — сестринской группой книдарий. В случае принятия этой гипотезы кишечнополостные (в объёме, придаваемом им в данной статье) — таксон полифилетический.
Кроме современных типов к кишечнополостным относят также некоторые вымершие группы. Так, некоторые авторы предполагают принадлежность к ним представителей вендской фауны.

## Альтернативное значение термина
Термин «Кишечнополостные» во многих монографиях, статьях и учебных пособиях во второй половине XX—XXI веках использовался и продолжает использоваться как название типа, то есть как синоним термина Cnidaria (см., напр.,,,,). В этом же смысле он используется и во многих популярных и научно-популярных изданиях (см., напр., ), в том числе электронных, а также в русскоязычных школьных учебниках.